# Dobrowo (gromada)
Dobrowo – dawna gromada, czyli najmniejsza jednostka podziału terytorialnego Polskiej Rzeczypospolitej Ludowej w latach 1954–1972.
Gromady, z gromadzkimi radami narodowymi (GRN) jako organami władzy najniższego stopnia na wsi, funkcjonowały od reformy reorganizującej administrację wiejską przeprowadzonej jesienią 1954 do momentu ich zniesienia z dniem 1 stycznia 1973, tym samym wypierając organizację gminną w latach 1954–1972.
Gromadę Dobrowo z siedzibą GRN w Dobrowie utworzono – jako jedną z 8759 gromad na obszarze Polski – w powiecie białogardzkim w woj. koszalińskim na mocy uchwały nr 43/54 WRN w Koszalinie z dnia 5 października 1954. W skład jednostki weszły obszary dotychczasowych gromad Dobrowo i Żytelkowo ze zniesionej gminy Pomianowo oraz obszar dotychczasowej gromady Modrolas ze zniesionej gminy Tychowo w tymże powiecie. Dla gromady ustalono 14 członków gromadzkiej rady narodowej.
1 stycznia 1958 do gromady Dobrowo włączono obszar zniesionej gromady Bukówko (oprócz wsi Zaspy Wielkie i Retowo) w tymże powiecie.
31 grudnia 1961 z gromady Dobrowo wyłączono wsie Bukowo, Bukówko, Modrolas i Słonino, włączając je do gromady Tychowo w tymże powiecie, po czym gromadę Dobrowo zniesiono, a jej (pozostały) obszar włączono do gromady Pomianowo tamże.